# Boualem Khoukhi
Boualem Khoukhi (en árabe: بوعلام خوخي‎; Bou Ismaïl, 7 de septiembre de 1990) es un futbolista argelino, nacionalizado catarí, que juega en la demarcación de centrocampista para el Al Sadd SC de la Liga de fútbol de Catar.

## Selección nacional
Hizo su debut con la selección de fútbol de Catar el 21 de diciembre de 2013 en un encuentro amistoso contra Baréin que finalizó con un resultado de empate a uno tras el gol de Al-Mahdi Ali Mukhtar para Catar, y de Faisal Bodahoom para Beréin. Llegó a disputar el Campeonato de la Federación de Fútbol de Asia Occidental 2014, la Copa de Naciones del Golfo de 2014, la Copa Asiática 2015 y la Copa Asiática 2019, entre varios partidos clasificatorios para el mundial de 2018.

#### Participaciones en Copas del Mundo
| Mundial           | Sede  | Resultado      | Partidos | Goles |
| ----------------- | ----- | -------------- | -------- | ----- |
| Copa Mundial 2022 | Catar | Fase de grupos | 3        | 0     |

## Clubes
| Club        | País    | Año         | Partidos | Goles |
| ----------- | ------- | ----------- | -------- | ----- |
| JSM Chéraga | Argelia | 2009        |          |       |
| Al-Arabi SC | Catar   | 2009 - 2017 | 155      | 43    |
| Al Sadd SC  | Catar   | 2017 - Act. | 144      | 19    |

## Palmarés

### Campeonatos nacionales
| Título                | Club        | País  | Año  |
| --------------------- | ----------- | ----- | ---- |
| Copa del Jeque Jassem | Al-Arabi SC | Catar | 2008 |
| Copa del Jeque Jassem | Al-Arabi SC | Catar | 2010 |
| Copa del Jeque Jassem | Al-Arabi SC | Catar | 2011 |

### Campeonatos internacionales
| Título                                                   | Club                         | País  | Año  |
| -------------------------------------------------------- | ---------------------------- | ----- | ---- |
| Campeonato de la Federación de Fútbol de Asia Occidental | Selección de fútbol de Catar | Catar | 2014 |
| Copa de Naciones del Golfo                               | Selección de fútbol de Catar | Catar | 2014 |
| Copa Asiática                                            | Selección de fútbol de Catar | Catar | 2019 |